# Итурриос, Алисия
Алисия Итурриос (исп. Alicia Iturrioz Arrizabalaga, 31 января 1927, Эйбар, Страна Басков — 8 сентября 2021, Сан-Себастьян, Страна Басков) — испанская художница и писательница. Она известна своими портретами, была портретистом испанской королевской семьи и европейской аристократии.

## Биография
Алисия Итурриос Аррисабалага родилась 31 января 1927 года в Эйбаре в Гипускоа, Испания. В детстве она была талантлива в искусстве и в 1944 году поступила в Мадридскую академию искусств при Королевской академии изящных искусств Сан-Фернандо.
В колледже она встретила своего будущего мужа Рикардо Макаррона. У пары родились две дочери, и Алисия на 20 лет перестала рисовать, чтобы воспитывать детей. После смерти мужа Итурриос опубликовала мемуары Mi Vida con Ricardo Macarrón (Моя жизнь с Рикардо Макарроном, 2014), в которых рассказывается об опыте пары. 
Вернувшись к живописи после воспитания детей, она продолжила рисовать портреты, но добавила к ним пейзажи и натюрморты. Итурриос умерла 9 сентября 2021 года в Сан-Себастьяне, Баскское автономное сообщество, Испания.
Её работы находятся в коллекциях государственных музеев, включая Музей Тиссена-Борнемисы и Музей Кристобаля Баленсиаги. Королева Англии Елизавета II хранила в своей коллекции одну из её картин с изображением собаки корги.